# Sanremo-Festival 1989
Die 39. Ausgabe des Festival della Canzone Italiana di Sanremo fand 1989 vom 21. bis zum 25. Februar im Teatro Ariston in Sanremo statt und wurde von Danny Quinn, Paola Dominguín, Gianmarco Tognazzi und Rosita Celentano zusammen mit Kay Sandvik und Ann Clare Matz moderiert.

## Ablauf

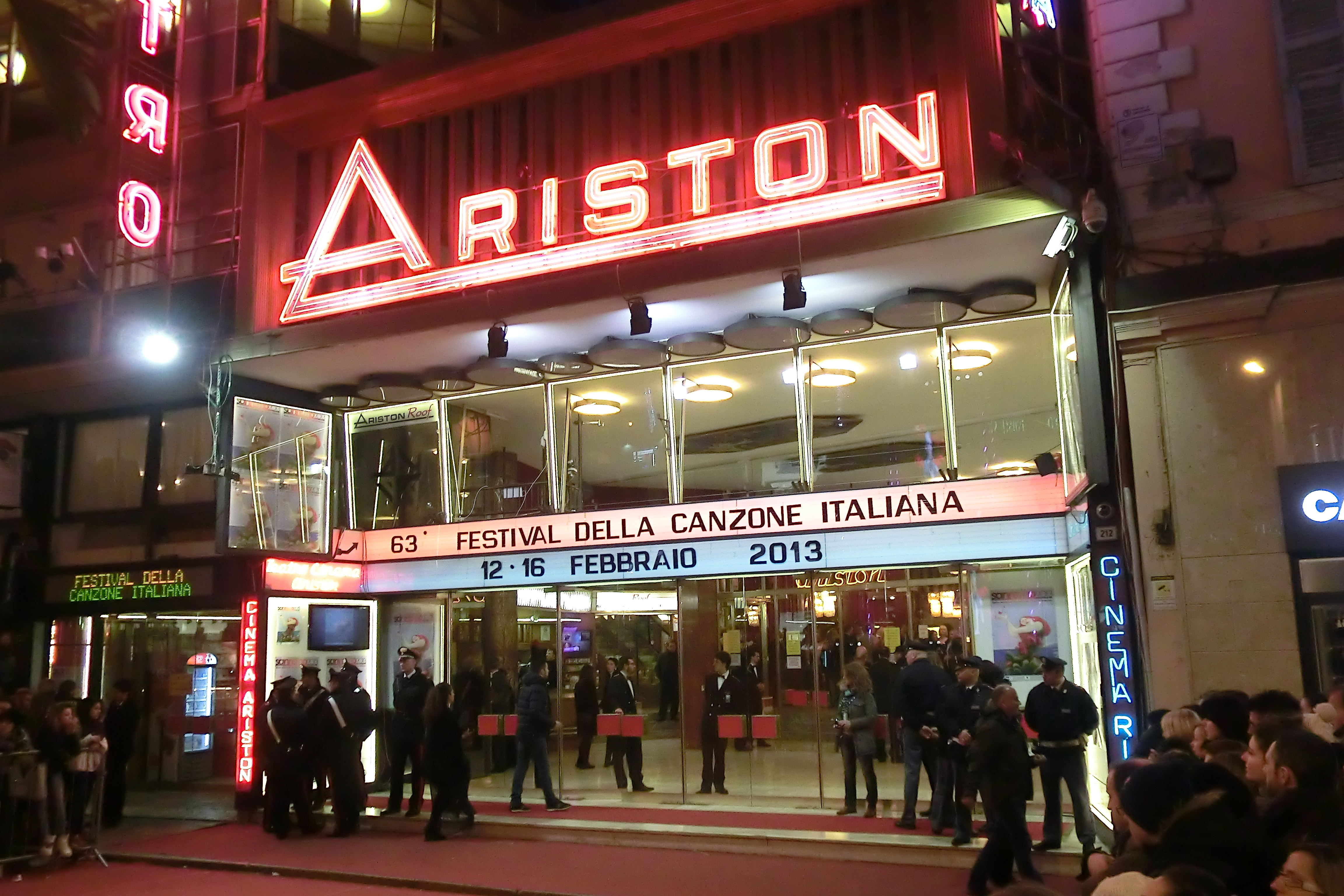
Das Ariston-Theater, Veranstaltungsort des Sanremo-Festivals

1989 übernahm erstmals Adriano Aragozzini die Organisation des Festivals. Gleich in seinem ersten Jahr stellte er einige neue Rekorde auf: Es gab 48 Beiträge in drei Kategorien an fünf Abenden, dazu gleich vier Hauptmoderatoren. Als Moderatoren wählte man vier figli d’arte, also Kinder bekannter Künstlereltern, aus: Rosita Celentano (Tochter von Adriano Celentano und Claudia Mori), Gianmarco Tognazzi (Sohn von Ugo Tognazzi und Franca Bettoja), Paola Dominguín (Tochter von Luis Miguel Dominguín und Lucia Bosè) und Danny Quinn (Sohn von Anthony Quinn). Die beiden amerikanischen Moderatorinnen Kay Sandvik und Clare Ann Matz waren hingegen für die Außenbühne mit den internationalen Gästen zuständig.
In der Hauptkategorie gingen 24 bekannte Interpreten ins Rennen, in der Newcomer-Kategorie 16 neue Talente. Die dritte Kategorie, genannt Emergenti, war für acht junge, aufstrebende Musiker gedacht, die schon mindestens ein Album veröffentlicht hatten. Das Abstimmungssystem blieb unverändert: In der Hauptkategorie bestimmte das Publikum über Totip-Wettscheine das Ergebnis, in den beiden anderen Kategorien die demoskopischen Jurys. Wie in den Vorjahren traten die Interpreten in Halbplayback auf, lediglich Gino Paoli brachte im Finale seine eigene Band mit auf die Bühne.
Große Namen der italienischen Musikszene kehrten nach vielen Jahren zum Festival zurück: Neben Gino Paoli waren dies vor allem Ornella Vanoni und Mia Martini. Die bekanntesten Neuzugänge hingegen waren einerseits die Altstars Renato Carosone und Enzo Jannacci, andererseits das Teenageridol Jovanotti. Direkt aus dem Fernsehen kamen Francesco Salvi, Gigi Sabani und Marisa Laurito. Es fehlte auch nicht an den üblichen Teilnehmern jener Zeit, wie Toto Cutugno, Al Bano & Romina Power, Riccardo Fogli, Fiordaliso oder den favorisierten Anna Oxa und Fausto Leali. Unter den internationalen Gästen waren nicht zuletzt Ray Charles, Elton John und Depeche Mode.
Besonderen Eindruck konnte im Verlauf des Festivals Mia Martini mit dem Lied Almeno tu nell’universo hinterlassen, was ihr den Kritikerpreis einbrachte. Unter den jungen Teilnehmern waren vor allem die Gruppe Ladri di Biciclette und Jovanotti ein Publikumserfolg. Im Finale konnten sich die Favoriten Anna Oxa und Fausto Leali mit Ti lascerò ohne Schwierigkeiten durchsetzen, vor Toto Cutugno, der bereits zum vierten Mal den zweiten Platz belegte, und Al Bano & Romina Power. In den Newcomer-Kategorien gewannen Mietta und Paola Turci.

## Teilnehmende Beiträge

### Campioni
- Sieger

| Platzierung | Interpret                      | Lied                        | Autoren                                                                          | Stimmen   |
| ----------- | ------------------------------ | --------------------------- | -------------------------------------------------------------------------------- | --------- |
| 1           | Anna Oxa und Fausto Leali      | Ti lascerò                  | Franco Fasano, Fausto Leali, Franco Ciani, Fabrizio Berlincioni, Sergio Bardotti | 5.851.574 |
| 2           | Toto Cutugno                   | Le mamme                    | Toto Cutugno, Stefano Borgia                                                     | 1.969.704 |
| 3           | Al Bano & Romina Power         | Cara terra mia              | Albano Carrisi, Romina Power, Vito Pallavicini                                   | 1.188.172 |
| 4           | Riccardo Fogli                 | Non finisce così            | Laurex, Marco Patrignani, Claudio Cofani, Franca Evangelisti                     | 985.291   |
| 5           | Jovanotti                      | Vasco                       | Lorenzo Cherubini, Claudio Cecchetto, Luca Cersosimo                             | 981.646   |
| 6           | Fiordaliso mit Claudio Cabrini | Se non avessi te            | Toto Cutugno                                                                     | 907.979   |
| 7           | Francesco Salvi                | Esatto!                     | Francesco Salvi, Silvio Melloni, Mario Natale                                    | 869.662   |
| 8           | Ricchi e Poveri                | Chi voglio sei tu           | Piero Cassano, Adelio Cogliati                                                   | 681.179   |
| 9           | Mia Martini                    | Almeno tu nell’universo     | Bruno Lauzi, Maurizio Fabrizio                                                   | 651.484   |
| 10          | Ornella Vanoni                 | Io come farò                | Mauro Pagani, Gino Paoli, Sergio Bardotti                                        | 589.356   |
| 11          | Peppino di Capri               | Il mio pianoforte           | Rodolfo Fiorillo, Mimmo Di Francia, Giuseppe Faiella                             | 570.706   |
| 12          | Marisa Laurito                 | Il babà è una cosa seria    | Salvatore Palomba, Eduardo Alfieri                                               | 562.897   |
| 13          | Gino Paoli                     | Questa volta no             | Paola Penzo, Gino Paoli                                                          | 513.108   |
| 14          | Renato Carosone                | ’Na canzuncella doce doce   | Claudio Mattone                                                                  | 411.254   |
| 15          | Raf                            | Cosa resterà degli anni ’80 | Giancarlo Bigazzi, Beppe Dati, Raffaele Riefoli                                  | 404.277   |
| 16          | Dori Ghezzi                    | Il cuore delle donne        | Mauro Paoluzzi, Oscar Avogadro, Roberto Ferri                                    | 386.944   |
| 17          | Enzo Jannacci                  | Se me lo dicevi prima       | Enzo Jannacci, Maurizio Bassi                                                    | 357.446   |
| 18          | Gigliola Cinquetti             | Ciao                        | Gepy & Gepy, Massimiliano Governi, Roberto Russo                                 | 347.680   |
| 19          | Rossana Casale                 | A che servono gli dei       | Maurizio Fabrizio, Guido Morra                                                   | 322.973   |
| 20          | Tullio De Piscopo              | E allora e allora           | Mario Capuano, Giosy Capuano, Tullio De Piscopo                                  | 278.456   |
| 21          | Eduardo De Crescenzo           | Come mi vuoi                | Maria Giuliana Nava, Eduardo De Crescenzo                                        | 243.403   |
| 22          | Fred Bongusto                  | Scusa                       | Fred Bongusto, Emilio Campassi, Sergio Iodice                                    | 214.071   |
| 23          | Gigi Sabani                    | La fine del mondo           | Toto Cutugno, Franco Fasano, Depsa                                               | 128.730   |
| 24          | Sergio Caputo                  | Rifarsi una vita            | Sergio Caputo                                                                    | 112.822   |

### Emergenti
- Sieger
- In der Vorrunde ausgeschieden

| Platzierung | Interpret         | Lied              | Autoren                                       | Stimmen |
| ----------- | ----------------- | ----------------- | --------------------------------------------- | ------- |
| 1           | Paola Turci       | Bambini           | Roberto Righini, Alfredo Rizzo                | 1.732   |
| 2           | Stefano Borgia    | Sei tu            | Toto Cutugno, Stefano Borgia                  | 1.565   |
| 3           | Aleandro Baldi    | E sia così        | Aleandro Civai                                | 1.345   |
| 4           | Gepy & Gepy       | Per lei           | Sergepy                                       | 789     |
|             | Santarosa         | Gli anni migliori | Fabrizio Berlincioni, Dario Baldan Bembo      |         |
|             | Marina Arcangeli  | Il poeta          | Marco Luberti                                 |         |
|             | Aida              | Questa pappa      | Alberto Salerno, Mario Capuano, Giosy Capuano |         |
|             | Steve Rogers Band | Uno di noi        | Massimo Riva, Maurizio Solieri                |         |

### Nuovi
- Sieger
- Im Halbfinale ausgeschieden
- In der Vorrunde ausgeschieden

| Platzierung                    | Interpret               | Lied                                                                                    | Autoren                                                    | Stimmen |
| ------------------------------ | ----------------------- | --------------------------------------------------------------------------------------- | ---------------------------------------------------------- | ------- |
| 1                              | Mietta                  | Canzoni                                                                                 | Amedeo Minghi, Pasquale Panella                            | 3.022   |
| 2                              | Jo Chiarello            | Io e il cielo                                                                           | Eliop, Alberto Cheli                                       | 2.565   |
| 3                              | Franco Fasano           | E quel giorno non mi perderai più                                                       | Fabrizio Berlincioni, Franco Fasano                        | 2.122   |
| 4                              | Gitano                  | Pelle di luna                                                                           | Dora Vuolo Famiglietti, Mino Reitano, Gitano, Gegè Reitano | 1.250   |
|                                | Gianluca Guidi          | Amore è                                                                                 | Alberto Testa, Augusto Martelli                            |         |
| Aida Satta Flores              | Certi uomini            | Aida Satta Flores                                                                       |                                                            |         |
| Elite                          | Se                      | Massimo Bettalico, Gian Paolo Compagnoni                                                |                                                            |         |
| Stefano Ruffini                | Si chiama Hélène        | Grazia Di Michele, Marco Luberti                                                        |                                                            |         |
|                                | Antonio Murro           | ’A paura                                                                                | Vito Mercurio                                              |         |
| Gloria Nuti                    | Bastardo                | Roberto Casini, Gloria Nuti                                                             |                                                            |         |
| Valentini                      | Bocca di fragola        | Antonio Valentini                                                                       |                                                            |         |
| Ladri di Biciclette            | Ladri di biciclette     | Paolo Belli                                                                             |                                                            |         |
| Meccano                        | Le ragazze come me      | Elio Aldrighetti, Walter Bassani, Ierovante                                             |                                                            |         |
| Brigitta und Benedicta Boccoli | Stella                  | Jovanotti, Matteo Bonsanto, Roberto Rossi                                               |                                                            |         |
| Sharks                         | Tentazioni              | Dario Fochi, Vasco Rossi, Fabrizio Palermo, Mauro Palermo, Frankie Di Foggia, Andrea Ge |                                                            |         |
| Stefania La Fauci              | Tutti i cuori sensibili | Erminio Sinni, Stefania La Fauci                                                        |                                                            |         |

## Erfolge
In diesem Jahr erreichten 13 Festivalbeiträge im Anschluss die Top 25 der italienischen Singlecharts, darunter drei aus den Newcomer-Kategorien. Die Hitparadenerfolge spiegelten den Erfolg im Wettbewerb nur bedingt wider, besonders erfolgreich waren hier Francesco Salvi und Jovanotti (Platz 7 bzw. 5 im Wettbewerb); die Ladri di Biciclette schafften es in die Charts, obwohl sie in der Newcomer-Kategorie bereits in der Vorrunde ausgeschieden waren.
Das Siegerduo aus Anna Oxa und Fausto Leali vertrat Italien auch beim Eurovision Song Contest 1989 mit dem Lied Avrei voluto; dort erreichten die beiden den neunten Platz.

| Jahr                                         | Titel Interpret                      | Höchstplatzierung, Gesamtwochen, AuszeichnungChartsChartplatzierungen (Jahr, Titel, Interpret, Platzierungen, Wochen, Auszeichnungen, Anmerkungen) | Anmerkungen       |
| Jahr                                         | Titel Interpret                      | IT | Anmerkungen       |
| -------------------------------------------- | ------------------------------------ | --- | ----------------- |
| 1989                                         | Esatto! Francesco Salvi              | IT1 (20 Wo.)IT | Platz 7           |
| 1989                                         | Vasco Jovanotti                      | IT2 (18 Wo.)IT | Platz 5           |
| 1989                                         | Ti lascerò Anna Oxa und Fausto Leali | IT4 (15 Wo.)IT | Platz 1           |
| 1989                                         | Almeno tu nell’universo Mia Martini  | IT6 (17 Wo.)IT | Platz 9           |
| 1989                                         | Canzoni Mietta                       | IT7 (15 Wo.)IT | Nuovi Platz 1     |
| 1989                                         | Cosa resterà degli anni ’80 Raf      | IT7 (14 Wo.)IT | Platz 15          |
| 1989                                         | A che servono gli dei Rossana Casale | IT12 (13 Wo.)IT | Platz 19          |
| 1989                                         | Bambini Paola Turci                  | IT12 (12 Wo.)IT | Emergenti Platz 1 |
| 1989                                         | E allora e allora Tullio De Piscopo  | IT19 (5 Wo.)IT | Platz 20          |
| 1989                                         | Se non avessi te Fiordaliso          | IT20 (3 Wo.)IT | Platz 6           |
| 1989                                         | Ladri di Biciclette                  | IT22 (4 Wo.)IT | Vorrunde Nuovi    |
| 1989                                         | Le mamme Toto Cutugno                | IT25 (1 Wo.)IT | Platz 2           |
| 1989                                         | Non finisce così Riccardo Fogli      | IT25 (1 Wo.)IT | Platz 4           |
| Weitere Charterfolge aus dem Festivalumfeld: |                                      | |                   |
|                                              |                                      | |                   |
| 1989                                         | A Word in Spanish Elton John         | IT13 (10 Wo.)IT | Gastbeitrag       |
| 1989                                         | Some People Cliff Richard            | IT14 (12 Wo.)IT | Gastbeitrag       |
| 1989                                         | Asimbonanga Johnny Clegg & Savuka    | IT21 (2 Wo.)IT | Gastbeitrag       |

## Belege
1. ↑  Guido Racca: M&D Borsa Singoli 1960-2019. Selbstverlag, 2019, ISBN 978-1-09-326490-6.